# André Renard
André Renard ( Valenciennes, 21 de maio de 1911 — Seraing, 20 de julho de 1962) foi um sindicalista e resistente belga, militante valão.
Nascido em Valenciennes em 1911, sindicalista desde 1932, André Renard já se envolveu em ações sindicais em 1936, exigindo a independência dos partidos políticos. Feito prisioneiro e deportado para a Alemanha de 1940 a 1942, foi libertado por motivos médicos e repatriado para a Bélgica onde se juntou à Resistência em Liège . Passou a fazer parte do sindicalismo clandestino, será uma das maiores figuras do Movimento Sindical Único e do FGTB.
Em 1950, durante a questão real sobre o retorno de Leopoldo III, André Renard defendeu o movimento operário e apela para uma ação federalista perante o Congresso Nacional. Em 1960, durante a votação da Lei Única e da grande greve, foi a estrela dos sindicalistas valões e tornou-se presidente da Comissão de Coordenação Regional do FGTB da Valônia durante as cinco semana de greve. Ele rapidamente percebe que não é através da ação sindical que conseguirá ver a Bélgica mudar para um estado federal e não mais unitário. Ele decidiu, portanto, renunciar e fundou o Mouvement Populaire Wallon (MPW) em 1961 até sua morte prematura. Ele morreu em Seraing em 1962 de hemorragia cerebral interna.

## Carreira
Após o serviço militar e os estudos técnicos industriais, André Renard começou como operário na Cockerill em 1932. Ele contribuiu para a fundação dos primeiros núcleos sindicais, opondo-se fortemente ao sistema "Baudeau"  um sistema de organização do trabalho muito desfavoravel aos trabalhadores. Esta oposição lhe valeu a demissão imediata. Em 1936, aderiu às greves pelos feriados remunerados e pela semana de 40 horas.
Em 1937, integrou a comissão executiva da Federação Sindical dos Metalúrgicos de Liège e publicou vários artigos na revista Le Cri des jeunes  {O grito fa Juventude], nos quais afirmava sua oposição militante ao fascismo.
Mobilizado em 1939, foi detido em 1940 e encarcerado na Alemanha até 1942, quando foi liberado e repatriado para a Valônia por motivos médicos. Logo se juntou-se à Resistência para lutar contra as deportações, tentando reduzir a produção e destruir a ferramenta. Isto não o impediu de continuar o seu compromisso com os trabalhadores através da imprensa clandestina e do Résau Socrate [Rede Sócrates] contra o STO[Trabalho Obrigatorio] 1943.

## Sindicalismo único
No pós-guerra, sindicalistas, incluindo André Renard, escreveram um manifesto no qual defendia a reunião de todas as forças sindicais num único sindicato. Infelizmente este projeto foi um fracasso. No entanto, André Renard conseguiu formar uma unidade sindical em Liège, e criou a FGTB a qual estavam vinculados vários sindicatos, nomeadamente o SGUSP, o CGTB, o CLS e o MSU durante o congresso de fusão dos 28 e 29 de abril de 1945.
Foi também em 45 que Renard se posicionou na Questão Real, contra o regresso de Leopoldo III. Ele diz " Política e patrioticamente, Leopoldo III está condenado ; socialmente ele é irrelevante ». Além disso, afirma que este assunto custa caro para a classe trabalhadora e que desvia a atenção política do verdadeiro problema social. : “ O regresso de Leopoldo III não deve permitir que os patrões deixam de cumprir as suas promessas diz ele. Assim, será uma das grandes figuras durante a greve de julho de 1950. No final do mês, ele proclama uma Valônia autónoma e defende a formação de um governo provisório da Valônia, uma iniciativa então clandestina e revolucionária.
Ade 1950, enquanto presidia ao lado do flamengo Louis Major no FGTB, André Renard iniciou uma batalha pelas reformas estruturais do Estado, que segundo ele funcionava muito mal tanto financeiramente, em termos de investimento, como em termos de integração no Mercado Comum. Este programa que propõe será o inicio das tensões entre sindicalistas valões e flamengos. Ele percebe que os Valões estão em minoria a nível demográfico nacional, mas a ampla na maioria na cena sindical. Pretende assim federalizar o FGTB, algo a que os flamengos não aderem. Paralelamente, André Renard era editor do jornal La Wallonie, no qual vemos, ao longo dos anos 1950-1960, o surgimento do seu interesse pelo federalismo belga.

## A concientização valôna

### A greve geral do inverno de 1960-1961
No 4 de novembro de 1961, o governo Gaston Eyskens publica o projeto de lei "de expansão económica, progresso social e recuperação financeira" chamado de Lei Única. Depois da questão real que veio desviar a atenção dos governos, esta lei vai desencadear uma enorme tensão social. A da taxa de desemprego, a abertura das fronteiras, a crise do carvão, etc. começam a preocupar trabalhadores e sindicatos, tanto que desencadeia a greve contra os fechamentos em fevereiro de 1959 . A classe trabalhadora está na defensiva.
Foi durante o inverno de 1960-1961 que a greve geral foi convocada. No 14 de dezembro de 1969, a Valônia é o cenário de manifestações impressionantes. Em reação a esta lei única, a indústria pública, mas também a indústria privada, entra em  greve, uma greve que acabou se generalizando, incluindo na Flandres. Paralisará o sector industrial durante 5 semanas e terá mobilizado mais de 400 000 grevistas . André Renard será uma das figuras centrais desta greve, exigindo a retirada da Lei Única e reformas estruturais do Estado e a instauração do federalismo belga.

### O Movimento Popular Valão
Em março de 1961, André Renard decide largar suas funções dentro da FGTB. Ele renuncia e então cria o Mouvement Populaire Wallon (MPW), que não era nem partido político nem um sindicato, mas um " grupo de pressão que exige o federalismo e uma reforma estrutural que permita resolver os problemas sociais e económicos da Valônia.

## O "renardismo"
As opiniões e práticas subordinando a luta da Valônia à ação sindical de Renard têm sido geralmente designadas como enquadrada numa visão mais global da sociedade, que poderia ser considerada como uma forma específica de socialismo ou de sindicalismo e que são referidas como renardismo .